# Алаторцев, Владимир Алексеевич
Владимир Алексеевич Алаторцев (14 мая 1909, с. Турки, Саратовская губерния — 13 января 1987, Москва) — советский шахматист, почётный гроссмейстер (1983), тренер, журналист. Двукратный чемпион Москвы (1936, 1937). Международный арбитр (1953)

## Биография
Рано научился играть в шахматы, но истинную красоту игры почувствовал, когда начал заниматься у шахматного педагога и теоретика шахмат, двукратного чемпиона СССР П. Романовского. В 1931 занял третье место в чемпионате Ленинграда, вслед за Ботвинником и Романовским. В том же году дебютировал в 8-м чемпионате СССР и, поделив 3—6-е места, вошёл в число ведущих шахматистов Советского Союза. В чемпионате Ленинграда 1932 и чемпионате СССР 1933 был основным конкурентом Ботвинника. Но в обоих турнирах уступил ему в личной встрече и занял второе место. В следующем году Владимир стал чемпионом Ленинграда. Ботвинник вспоминал: «Мне довелось играть с Владимиром Алаторцевым много партий. Ряд партий, иногда имеющих решающее значение, я выигрывал, но были и напряженные ничьи. Проиграл лишь однажды, когда мы сыграли „показательную партию“ с ускоренным контролем, ходы которой передавались по радио в прямом эфире. Было это в Ленинграде в 1933 или 1934. Алаторцев особенно хорошо играл сложные, острые позиции. Обычно хорошо ставил партию, особенно белыми. Черными с ним было нелегко играть…»
В 1935 Алаторцев сыграл вничью матч с венгерским гроссмейстером А. Лилиенталем 6:6 (+4, −4, =4) и стал участником крупного международного турнира в Москве, где при 20 участниках разделил 11—14-е места с Гоглидзе, Рабиновичем и Рюминым, сыграл вничью с тремя первыми призёрами — Ботвинником, Флором и Ласкером. С 1936 жил в Москве. Выиграл два чемпионата столицы (1936 и 1937).
Долгие годы Алаторцев выступал в «одной команде» с В. Смысловым, будучи его другом и помощником. «Начиная с 1946 года В. Алаторцев был моим тренером официально, — рассказывает Смыслов, — В 1948 году во время матч-турнира на первенство мира он был моим секундантом. Это был период глубокого творческого общения. Мы совместно анализировали партии, шлифовали позиции. Я стал по его рекомендации играть на 1. d4 — 1… d5. Несомненным было его влияние на меня в выработке навыков игры в закрытых позициях… Во всяком случае Алаторцев подал мне правильную идею, что в борьбе за первенство мира следует обладать более широкой палитрой творчества — и в дебютах, и в миттельшпиле. Его советы, опыт и глубина понимания позиции очень помогли мне в совершенствовании стиля».
Шахматисты называли Алаторцева между собой «стратег». «Познакомившись ещё юношей с партиями В. Алаторцева, — рассказывал гроссмейстер Ю. Авербах, — я увидел, что величие шахмат прежде всего в стратегии, в позиционной игре». «Алаторцев был хорошим стратегом. На его партиях мы учились», — подтверждает 10-й чемпион мира Б. Спасский.
Тонким стратегом был Алаторцев не только на шахматной доске, но и в шахматной политике — 6 лет возглавлял он Шахматную федерацию СССР (1955-61). В этот период Алаторцев был одним из организаторов Всемирной олимпиады в Москве (1956), вместе с М. Ботвинником принял активное участие в создании Центрального шахматного клуба на Гоголевском бульваре. Более 20 лет Алаторцев вёл шахматный раздел в газете «Вечерняя Москва» (1943—64).

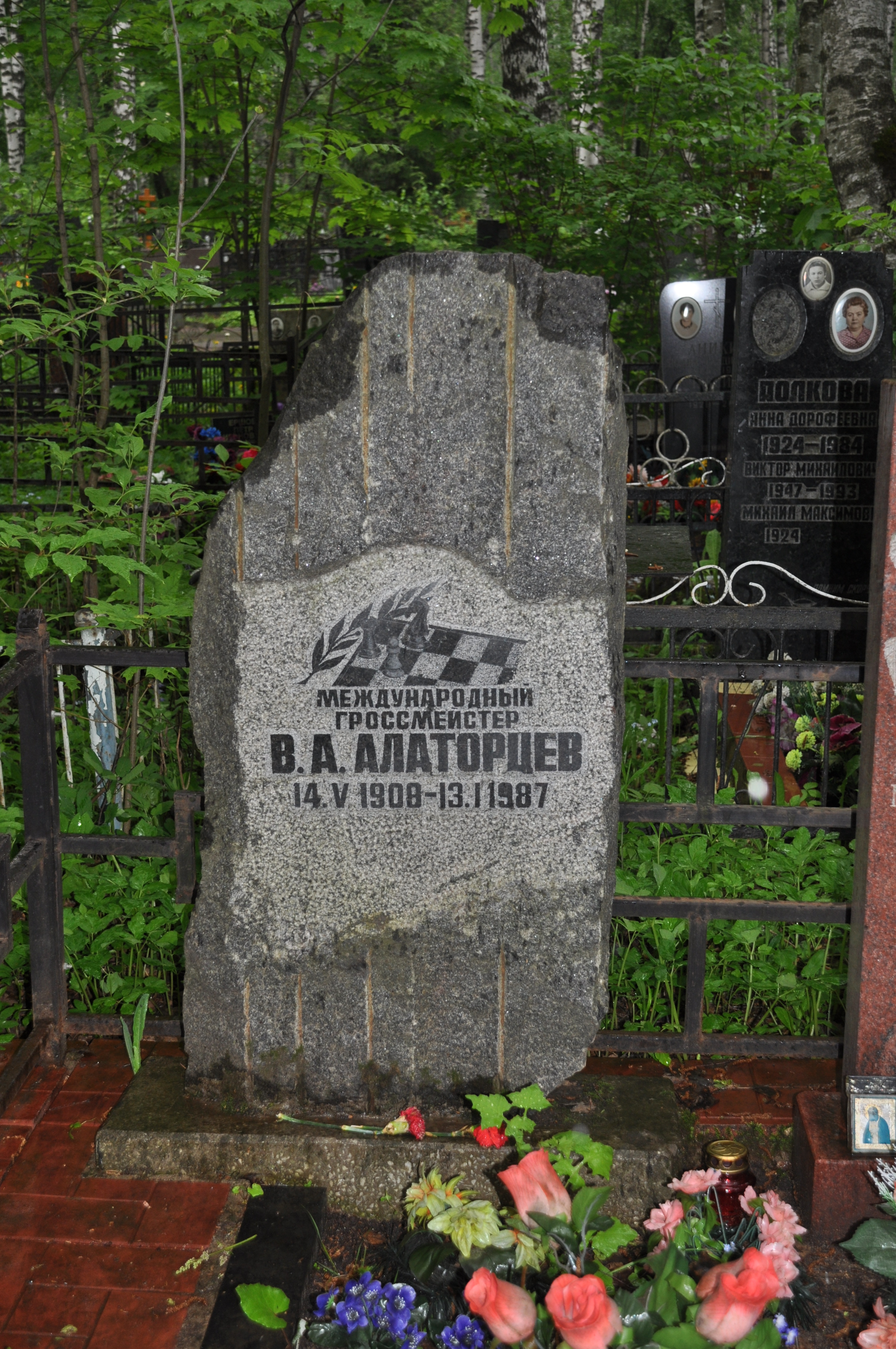
Надгробный камень

С журналистской и тренерской деятельности он переключился на научную. Защитил диссертацию и был удостоен ученой степени кандидата педагогических наук. В течение 10 лет он возглавлял лабораторию психологии спорта во Всесоюзном Научно-исследовательском институте физической культуры (1965—75), одной из «тайных ветвей» деятельности которой был фундаментальный анализ игры Р. Фишера.
В последующем, вплоть до 1982, Алаторцев был заведующим лаборатории шахмат отдела спортивных единоборств во Всесоюзном Научно-исследовательском институте физической культуры. Лаборатория шахмат под руководством Алаторцева разрабатывала медико-биологические и психолого-педагогические проблемы спорта высших достижений, работая с ведущими гроссмейстерами и мастерами по шахматам. Сотрудники лаборатории шахмат давали рекомендации ведущим советским шахматистам.
С ранних лет Алаторцев проявлял склонность к рисованию. Великолепно разбирался в искусстве, обладал энциклопедическими знаниями во многих областях культуры, был заядлым рыболовом. Его квартира стала постоянным местом встреч известных представителей отечественной интеллигенции. Среди его друзей были супруги Г. Вишневская и М. Ростропович, семья скульпторов Рукавишниковых, академики П. Анохин и И. Кассирский, литератор А. Богомолов.
Был женат, имел дочь и внуков.
Скончался 13 января 1987 в Москве. Похоронен на Долгопрудненском кладбище.

## Основные спортивные результаты
| Год         |                    | Турнир                                                                  | +  | − | =  | Результат  | Место  |
| ----------- | ------------------ | ----------------------------------------------------------------------- | -- | - | -- | ---------- | ------ |
| 1926        | Ленинград          | Матч с А. М. Вайтом                                                     |    |   |    |            |        |
|             | Ленинград          | Матч профсоюза совторгслужащих Ленинград — Москва (против Н. Н. Рюмина) |    |   |    |            |        |
| 1929        | Ленинград          | Первенство Ленинграда                                                   | 1  | 3 | 3  | 2,5 из 7   | 7      |
| 1930 / 1931 | Ленинград          | Первенство Ленинграда                                                   |    |   |    | 11 из 17   | 3      |
| 1931        | Москва             | Полуфинал 7-го чемпионата СССР                                          |    |   |    |            |        |
|             | Москва             | 7-й чемпионат СССР                                                      | 7  | 4 | 6  | 10 из 17   | 3—6    |
| 1932        | Ленинград          | Первенство Ленинграда                                                   | 6  | 2 | 3  | 7½ из 11   | 2      |
| 1932 / 1933 | Ленинград          | Турнир ленинградских мастеров (в Доме ученых)                           |    |   |    | 5 из 10    | 4—5    |
| 1933        | Ленинград          | 8-й чемпионат СССР                                                      | 11 | 4 | 4  | 13 из 19   | 2      |
|             | Тифлис             | Турнир закавказских республик                                           |    |   |    |            | 1—2    |
| 1933 / 1934 | Ленинград          | Первенство Ленинграда                                                   |    |   |    | 11 из 15   | 1—2    |
| 1934        | Ленинград          | Турнир ленинградских мастеров                                           |    |   |    | 7 из 13    | 8      |
|             | Ленинград          | Международный турнир (с участием М. Эйве и Г. Кмоха)                    | 2  | 4 | 5  | 4,5 из 11  | 9—10   |
| 1934 / 1935 | Ленинград          | 9-й чемпионат СССР                                                      | 7  | 5 | 7  | 10½ из 19  | 5—8    |
| 1935        | Ленинград          | Матч газеты «Смена» с командами ленинградских предприятий               | 8  | 0 | 4  | 10 из 12   |        |
|             | Москва             | 2-й Московский международный турнир                                     | 5  | 5 | 9  | 9½ из 19   | 11—14  |
|             | Ленинград          | Матч с А. А. Лилиенталем                                                |    |   |    | 6 : 6      |        |
| 1936        | Москва             | Всесоюзный турнир молодых мастеров                                      | 4  | 4 | 6  | 7 из 14    | 6      |
|             | Москва             | Первенство Москвы                                                       | 9  | 2 | 6  | 12 из 17   | 1—2    |
| 1937        | Тбилиси            | 10-й чемпионат СССР                                                     | 6  | 6 | 7  | 9½ из 19   | 10—12  |
|             | Москва             | Международный турнир (в рамках гастролей Р. Файна)                      | 2  | 3 | 2  | 3 из 7     | 5—6    |
|             | Ленинград          | Матч Ленинград — Москва (против Г. Я. Левенфиша)                        | 1  | 1 | 0  | 1 из 2     |        |
| 1937 / 1938 | Москва             | Первенство Москвы                                                       | 8  | 0 | 8  | 12 из 16   | 1—2    |
| 1938        | Москва             | Матч-турнир четырёх мастеров (четырехкруговой)                          |    |   |    |            |        |
|             | Ленинград          | Первенство ВЦСПС                                                        | 12 | 5 | 4  | 14 из 21   | 1—2    |
| 1939        | Ленинград — Москва | «Тренировочный» международный турнир                                    | 4  | 3 | 10 | 9 из 17    | 9—10   |
| 1940        | Ленинград — Москва | Матч с Г. Я. Левенфишем                                                 | 2  | 6 | 6  | 5 : 9      |        |
|             | Киев               | Полуфинал 12-го чемпионата СССР                                         | 7  | 4 | 5  | 9,5 из 16  | 4—7    |
| 1941        | Москва             | Первенство Москвы                                                       |    |   |    |            |        |
|             | Ростов-на-Дону     | Полуфинал 13-го чемпионата СССР (группа I)                              | 4  | 1 | 0  | 4 из 5     | [ 10 ] |
| 1941 / 1942 | Москва             | Первенство Москвы                                                       | 8  | 5 | 1  | 8,5 из 14  | 4      |
| 1942        | Куйбышев           | Показательный турнир                                                    | 5  | 3 | 3  | 6,5 из 11  | 7      |
|             | Москва             | Турнир московских мастеров                                              | 5  | 5 | 4  | 7 из 14    | 3—4    |
|             | Москва             | Первенство Москвы                                                       | 5  | 6 | 4  | 7 из 15    | 11     |
| 1943 / 1944 | Москва             | Первенство Москвы                                                       | 9  | 3 | 4  | 11 из 16   | 3—4    |
| 1944        | Москва             | Полуфинал 13-го чемпионата СССР                                         |    |   |    |            |        |
|             | Москва             | 13-й чемпионат СССР                                                     | 3  | 8 | 5  | 5½ из 16   | 16     |
| 1944 / 1945 | Москва             | Первенство Москвы                                                       | 6  | 9 | 1  | 6,5 из 16  | 13     |
| 1945        | Москва             | Полуфинал 14-го чемпионата СССР                                         | 10 | 4 | 1  | 10,5 из 15 | 2—4    |
|             | Москва             | 14-й чемпионат СССР                                                     | 3  | 5 | 9  | 7½ из 17   | 12—13  |
|             | Рига               | Чемпионат Латвийской ССР (вне конкурса)                                 |    |   |    |            | 1      |
| 1946        | Москва             | Первенство Москвы                                                       | 7  | 5 | 3  | 8½ из 15   | 3—6    |
|             | Прага — Москва     | Матч Прага — Москва                                                     | 4  | 0 | 5  | 6,5 из 9   |        |
|             | Москва             | Полуфинал 15-го чемпионата СССР                                         | 8  | 1 | 8  | 12 из 17   | 1—2    |
| 1947        | Ленинград          | 15-й чемпионат СССР                                                     | 4  | 8 | 7  | 7½ из 19   | 16     |
| 1948        | Москва             | 16-й чемпионат СССР                                                     | 3  | 6 | 9  | 7½ из 18   | 16—17  |
| 1949        | Москва             | Полуфинал 17-го чемпионата СССР                                         | 6  | 3 | 7  | 9,5 из 16  | 6—7    |
| 1950        | Ленинград          | Полуфинал 18-го чемпионата СССР                                         |    |   |    |            |        |
|             | Москва             | 18-й чемпионат СССР                                                     | 5  | 4 | 8  | 9 из 17    | 7—10   |
| 1951        | Ленинград          | Полуфинал 19-го чемпионата СССР                                         |    |   |    |            |        |
| 1952        | Ленинград          | Полуфинал 20-го чемпионата СССР                                         |    |   |    |            |        |
| 1954        | Рига               | Командное первенство СССР                                               |    |   |    |            |        |
| 1958        | Москва             | Матч Москва — Ленинград (против В. В. Осноса)                           | 1  |   |    |            |        |
| 1962        | Ялта               | Первенство ЦС ДСО «Буревестник»                                         |    |   |    |            |        |
| 1965        | Тбилиси            | Мемориал В. А. Гоглидзе                                                 | 5  | 6 | 6  | 8 из 17    | 10     |

## Награды
- Орден «Знак Почёта» (27.04.1957) — «за успехи, достигнутые в деле развития массового физкультурного движения в стране, повышения мастерства советских спортсменов, и успешное выступление на международных соревнованиях»

## Книги
- Шахматы в госпитале. — М. : Физкультура и спорт, 1943. — 32 с.
- Ботвинник — Смыслов : К матчу на первенство мира. — М.: Физкультура и спорт, 1954. — 80 с. (В соавторстве с А. Степановым.)
- Взаимодействие фигур и пешек в шахматной партии : (Опыт теоретического исследования). — М.: Физкультура и спорт, 1956. — 48 с.
- Проблемы современной теории шахмат. — М.: Физкультура и спорт, 1960. — 336 с.
- Вопросы методики тренировки шахматистов старших разрядов. — М., 1962. — 66 с.
- Руководство по шахматам : (Занятия по теории, методике и практике шахмат для подготовки шахматистов первого разряда). — М.; [Тула], 1965. — 86 с. (В соавторстве с И. Болеславским и Я. Рохлиным.)
- Творчество в шахматах. — М.: Знание, 1988. — 64 с.